# Ulrich Lebrecht von Heyking
Ulrich Lebrecht von Heyking (* 12. August 1745 auf Groß-Ilmagen in Kurland; † 15. November 1809 in Pasewalk) war ein preußischer Generalmajor und Chef des gleichnamigen Dragonerregiments.

## Leben

### Herkunft
Seine Eltern waren Wilhelm Alexander von Heyking (* 20. November 1691) und dessen Ehefrau Benigna Elisabeth, geborene von Pfeilitzer genannt Franck (* 1709; † 20. April 1790) aus dem Haus Sehmen. Sein Vater war Landgräfliche Hessen-Kasselscher Rittmeister und Erbherr auf Ilmagen.

### Militärlaufbahn
Heyking kam am 15. November 1760 als Junker zu den „Bayreuth-Dragoner“ der Preußischen Armee und wurde am 15. November 1761 Fähnrich. Während des Siebenjährigen Krieges nahm er an der Belagerung von Schweidnitz teil und wurde im Gefecht bei Weidenau in Böhmen verwundet. Am 28. Mai 1763 avancierte er zum Sekondeleutnant. Kurz vor Beginn des Bayerischen Erbfolgekrieges wurde Heyking am 22. März 1778 Premierleutnant. Im Krieg kämpfte er im Gefecht bei Zuckmantel.
Am 2. Januar 1786 wurde er Stabskapitän, am 22. September 1789 Major und am 25. Februar 1790 Eskadronchef. Im Ernsten Koalitionskrieg nahm Heyking an den Belagerungen von Verdun und Landau, an der Kanonade von Valmy sowie den Gefechten bei Frankfurt und Hochheim teil. Am 22. Dezember 1794 erhielt er die Erlaubnis zur Heirat und zwei Monate Urlaub nach Kurland. Am 19. Juni 1798 wurde er zum Oberstleutnant und am 17. Juni 1799 zum Oberst befördert. Heyking erhielt am 12. Mai 1805 das Kommando über das Regiment und anlässlich einer Revue am 28. Mai 1805 den Orden Pour le Mérite. Am 20. Mai 1806 wurde er mit Patent vom 6. Juni 1806 Generalmajor und am 19. August zum Chef seines Regiments ernannt. Im Vierten Koalitionskrieg nahm Heyking am Gefecht bei Halle (Saale) teil und geriet bei der Kapitulation in Ratkau in Gefangenschaft.
Daraufhin wurde er am 8. November 1807 mit der Aussicht auf Wiederanstellung auf Halbsold gesetzt. Am 30. März 1809 wurde er Inspekteur der gefangenen Offiziere im Bereich Anklam und Demmin. Er starb am 15. November 1809 in Pasewalk und wurde in der Kirche von Rollwitz beigesetzt.

### Familie
Heyking heiratete 1790 Charlotte Helene Erdmuthe von Lossow († 24. Juni 1792) aus dem Haus Rissen. Aus der Ehe ging der Sohn Heinrich Adolf Friedrich (* 20. Juni 1792; † 4. Dezember 1812) hervor, der während des Russlandfeldzuges fiel. Nach dem Tod seiner ersten Frau heiratete Heyking am 28. Januar 1795 in Goldingen Jakobine Sophie von Heyking (* 10. März 1781; † 13. Dezember 1851).

### Sonstiges
Heyking war ab 1775/76 Mitglied der Freimaurerloge Zum Schild in Stargard.